# Ring Station
 Ikke at forveksle med Ringe Station.
Ring Station (Ring stasjon) var en jernbanestation på Dovrebanen, der lå ved Ring i Ringsaker kommune i Norge.
Stationen åbnede 15. november 1894, da banen mellem Hamar og Tretten blev taget i brug. Den blev nedgraderet til holdeplads 15. maj 1930 men atter opgraderet til station 15. december 1940. Betjeningen med godstog ophørte 1. september 1965, og 22. september samme år blev stationen nedgraderet til trinbræt. Stationen blev nedlagt 29. maj 1988.
Den første stationsbygning blev opført til åbningen i 1894 efter tegninger af Paul Due. Den brændte i 1940 men blev erstattet af en ny samme år, der blev opført efter tegninger af NSB Arkitektkontor. Den blev revet ned i 1981. Pakhuset blev flyttet til Kvitfjell Station, der åbnede i 1992, og benyttet som stationsbygning der.